# Koníčkův mlýn (Újezd)
Koníčkův mlýn byl památkově chráněný vodní mlýn z druhé poloviny 18. století v Újezdě u Průhonic, od roku 1974 části Prahy. Stál na náhonu vedeném z potoka Botič do Mlýnského rybníka. Roku 2014 byl objekt zbořen a na jeho půdoryse vznikla novostavba.

## Historie
První písemný záznam o renesanční mlýnské usedlosti je z roku 1591, pravděpodobně vznikla ve druhé polovině 16. století. Pravděpodobně za třicetileté války byl areál mlýna zničen. K roku 1672 existuje doklad o nové barokní mlýnské usedlosti. Ve druhé polovině 18. století byla budova vlastního mlýna přestavována (na mlýnském zařízení byly letopočty 1768, 1789, 1799). Na průčelí hlavní budovy s mlýnicí byl nápis „W.K. 1828“. Větších stavebních úprav doznal celý areál v průběhu 19. a na počátku 20. století. V letech 1946–1947 byla vsazena do severovýchodní části areálu obytná budova (čp. 2).
Původně byl v roce 1964 mlýn zapsán do rejstříku pod číslem 1-1887 a pod názvem „Čp. 11 s branou a čp. 2 (Koníčkův mlýn)“, v roce 1965 byl zapsán znovu pod číslem 2-2331 a názvem „Mlýn čp. 11 + brána“. Rozhodnutím z 18. dubna 1996 bylo upuštěno od ochrany hlavní budovy mlýna s mlýnicí, z níž existovalo již jen torzo. 20. dubna 2011 byla zrušena ochrana obytné budovy čp. 2. V roce 2014 byly všechny původní budovy zcela odstraněny a postavena jejich přibližná replika, památková ochrana trvá.

## Popis
Popis podle Františka Holce: na území Prahy ojediněle dochovaný vesnický mlýn, soubor obytných, provozních a hospodářských budov. Nejvýznamnější je zděná patrová stavba s mansardovou střechou a dřevěným štítem, uvnitř datovaná letopočtem 1768. Zachovaly se zbytky původního zařízení mlýnice pravděpodobně z druhé poloviny 18. století. Uvnitř zůstala kachlová kamna a pec hospodářské budovy – jsou z 19. století. Brána do mlýnského areálu, patrně z počátku 19. století, má segmentově zaklenutý vjezd.
Areál kulturní památky původně zahrnoval pozemky na parcelách č. 588, 589 a 592; hlavní budovu s mlýnicí (roku 1996 zrušeno prohlášení za kulturní památku); obytný dům čp. 2 (roku 2011 zrušeno prohlášení za kulturní památku); východní hospodářskou budovu (čp. 11); stodolu s podsklepeným přístavkem; západní hospodářskou budovu; vstupní bránu (vjezdová brána s brankou).
Vozová kolna a původní sušárna (?), pravděpodobně barokního původu, doplněné mladšími přístavbami, na parcele č. 590 nejsou částí kulturní památky, ale tvoří prostředí této KP ve smyslu památkového zákona.

## Demolice a nahrazení novostavbou
V projektu ateliéru Archion z roku 2010 se psalo o „rekonstrukci a dostavbě“ památkově chráněné historické usedlosti - mlýna pro účely luxusního trvalého bydlení. Architekt zakomponoval zachovalé části mlýna a doplnil je novou architekturou tak, aby výsledek tvořil harmonický celek a navazoval na historicky známé a ověřené schéma usedlostí v krajině.
Na ortofotomapě z roku 2011 ještě budovy stojí, budova mlýnice čp. 2 však již neexistuje. Při obhlídce 7. dubna 2014 bylo Národním památkovým ústavem zjištěno, že většina budov areálu byla demolována (demolice údajně začala již koncem r. 2013), stála jen osamělá brána v dezolátním stavu a ruiny památkově nechráněných hospodářských budov na parcele č. 590.
Národní památkový ústav podal podnět k zahájení správního řízení, MHMP zahájil správní řízení o uložení pokuty (o obojím referuje v Seznamu ohrožených nemovitých památek záznam z 26. června 2014, výsledek řízení tam není uveden). Národní památkový ústav podal (v srpnu 2014?) též trestní oznámení, výsledek jeho vyřízení není veřejně dostupný.
V lednu 2015 původní budovy již neexistovaly, nové budovy stojí na půdorysu původní stavby a napodobují její vzhled, památková ochrana trvá.